# 銀色飛行船
『銀色飛行船』（ぎんいろひこうせん）は、supercellの6枚目のシングル。2012年12月19日にSony Recordsから発売された。

## 概要
前作『告白／僕らのあしあと』から約9か月でのリリースとなる2012年2作目のシングルで、ryoは本作をタイアップの集大成と位置づけている。なお、制作は2012年5月頃から行われた。表題曲「銀色飛行船」は、アニメーション映画『ねらわれた学園』のオープニングテーマに起用された。販売形態はCD+Blu-rayの初回限定盤A、CD+DVDの初回限定盤B、通常盤の3種リリースで、初回限定盤には表題曲のPV、『ねらわれた学園』の特報およびTVスポットが収録されている。ディスクジャケットは、三輪にイメージを伝えると20分で描いたという。

## 収録曲
（全作詞・作曲・編曲：ryo）
1. 銀色飛行船 [7:05]
アニメーション映画『ねらわれた学園』オープニングテーマ
ナツキの隣に住むケンジに対する片想いを歌ったキラキラした曲。また、「小さく演奏して、なるべく小さく歌う」ことを意識しているため、楽器の数を減らし、ボーカルの音量を最小限に留めている[3]。
しかし小さく演奏するというコンセプトとは裏腹に、7分を超える大作となっている。この楽曲も同じく7分台の前作「僕らのあしあと」同様、アウトロが長く約1分半に及ぶ。
2. リルモア [3:54]
表題曲同様隣人への適わぬ恋を歌った曲で、過去の景色を改めて見ると違って見えることもテーマとして盛り込められている[2]。また、表題曲と対になることを意識してアコースティックギターをメインに据えている[3]。
3. アニメ映画「ねらわれた学園」特報用BGM [2:22]
4. 銀色飛行船 -Instrumetal-
5. リルモア -Instrumetal-

Blu-ray / DVD （初回限定盤のみ）
1. 銀色飛行船 Music Clip
2. アニメ映画「ねらわれた学園」特報
3. アニメ映画「ねらわれた学園」CM SPOT -supercell ver.-